# Onocolus echinurus
Espèce
Synonymes
- Thomisus echinatus Taczanowski, 1872
- Thomisus sexpunctatus Taczanowski, 1872

Onocolus echinurus est une espèce d'araignées aranéomorphes de la famille des Thomisidae.

## Distribution
Cette espèce se rencontre en Guyane, au Venezuela, au Brésil et au Pérou,.

## Description
Le mâle décrit par Lise en 1981 mesure 3,250 mm et la femelle 4,825 mm.

## Publication originale
- Taczanowski, 1872 : Les aranéides de la Guyane française. Horae Societatis Entomologicae Rossicae, vol. 9, p. 64-112.